# Det Andet Tempel
Det Andet Tempel er et udtryk, der refererer til det genopførte jødiske tempel, der stod på Tempelbjerget i Jerusalem fra 515 f.Kr. til 70 e.Kr.. (Det første tempel kaldt Salomos Tempel efter Kong Salomo stod fra omkring 1000 f.Kr. til 586 f.Kr., indtil det blev ødelagt af babylonerne.)
Ved afslutningen på det babyloniske eksil blev templet genopbygget under ledelse af Zerubbabel og stod færdigt den 25. februar 516 f.Kr.. Templet gennemgik endvidere en så omfattende ombygning og udvidelse under Herodes den Store, at nogle regner Herodes' tempel for det tredje tempel. Dog blev templets daglige offerhandlinger aldrig afbrudt under Herodes' ombygning. Dette andet tempel blev ødelagt under den Første jødisk-romerske krig af den romerske hærfører Titus i 70, kun 6 år efter at Herodes' ombygning stod færdig.

## Zerubbabels tempel
Zerubbabel var en fremtrædende babylonsk eksiljøde af davidiske slægt. Tilskyndet af profeterne Haggaj og Zakarias ledede han templets genopbygning efter eksilet. (Ezra 3-6; Haggaj).
Oplysninger om templets indretning og udsmykning er meget sparsomme, men det regnes for sandsynligt, at det havde samme grundplan som Salomos tempel. Noget nyt var dog den store syvarmede lysestage, der sandsynligvis ikke fandtes i det føreksilske tempel.
Dette tempel stod i 500 år, indtil det i den hamonæiske periode ca. år 20 f.Kr. blev ombygget i hellenistisk stil med søjlegange omkring forgårdene.

## Herodes' tempel
Herodes den Store begyndte en storstilet ombygning og udvidelse af templet. Han udvidede tempelterrassen til den nuværende plads på 500 m x 300 m, hvilket gjorde den til den største åbne plads i en by i antikken. Rundt om pladsen byggede han dobbelte søjlegange dvs. med tre søjlerækker. Mod syd byggede han 'den kongelige søjlegang' med tre søjlegange dvs. fire søjlerækker. Søjlerne var 31 m høje, gangen var 185 m lang og 33 m bred. Ifølge historieskriveren Josefus var templet en usædvanlig bygning, og han er et sted citeret for at sige:
Den, der ikke har set Templet i Jerusalem, har ikke set en smuk bygning.
Op til templet var der syv 'trin'. Først kom man til hedningernes forgård, så kom kvindernes forgård, så mændenes forgård og dernæst præsternes forgård. Selve templet bestod af forhallen, det Hellige og det Allerhelligste, hvor kun ypperstepræsten måtte træde ind én gang om året.

## Eksterne links
- Wikimedia Commons har flere filer relateret til Det Andet Tempel
- Second Temple of Jerusalem Arkiveret 8. november 2018 hos  Wayback Machine (renders album of 3d model) / Zonerama photo gallery

31°46′41″N 35°14′07″Ø / 31.7781°N 35.2353°Ø